# Teleolophus
Teleolophus — вимерлий рід травоїдних ссавців, споріднених тапірам, який процвітав в еоцені Азії.